# Mavis Staples

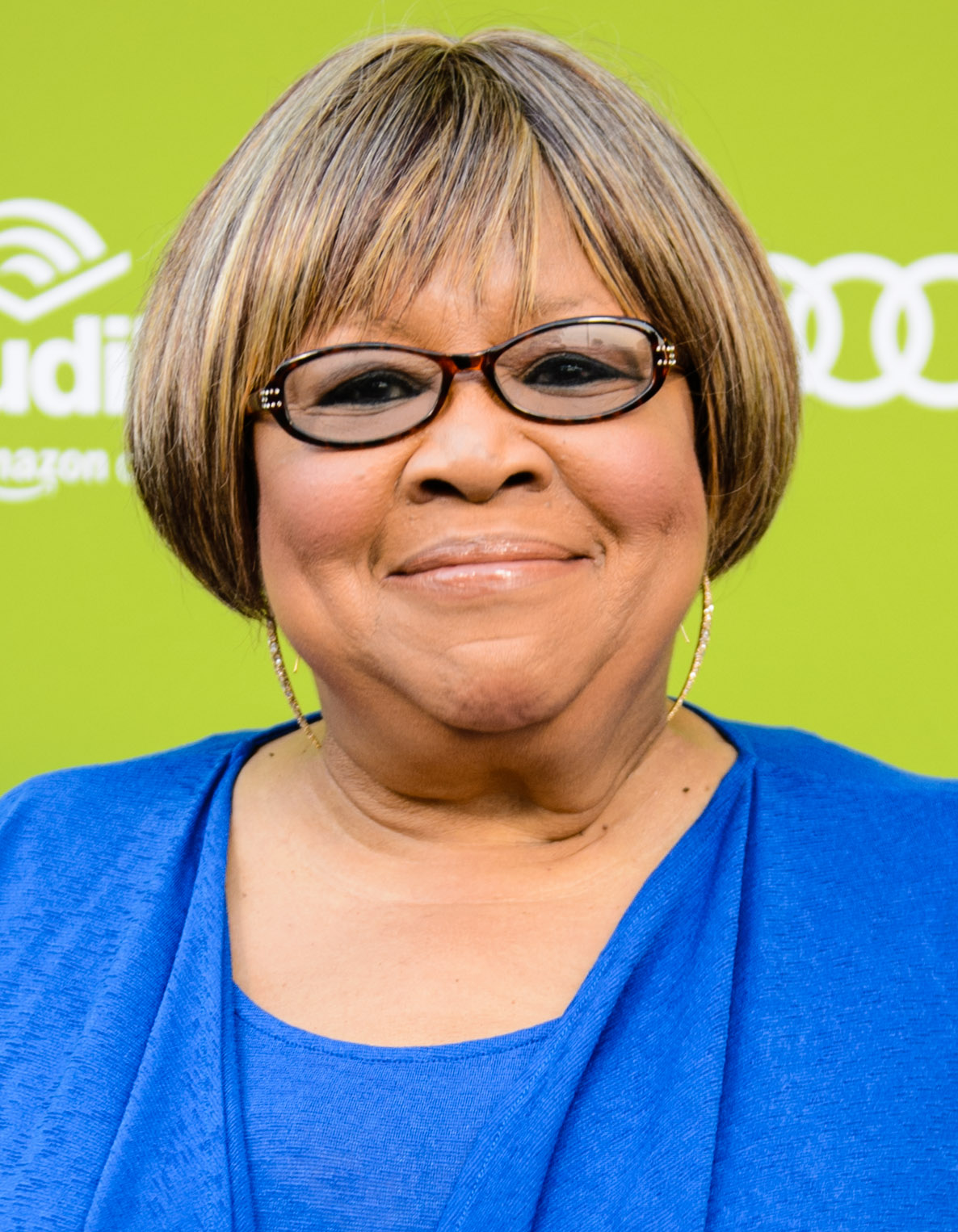
Mavis Staples (2015)

Mavis Staples (* 10. Juli 1939 in Chicago, Illinois) ist eine US-amerikanische Blues- und Soulsängerin sowie Grammy-Preisträgerin und Bürgerrechtlerin. Bekannt wurde sie ab 1952 als Mitglied der Familienband The Staple Singers um ihren Vater, den Gospelsänger Pops Staples. Ihr erstes Solo-Album veröffentlichte sie 1969, ihr aktuellstes 2022. Damit kann Staples auf eine mehr als 70 Jahre lange Musikkarriere zurückblicken. Sie wurde unter anderem mit drei Grammy Awards (inklusive Grammy Lifetime Achievement Award) und den Kennedy Center Honors ausgezeichnet sowie in die Rock and Roll Hall of Fame und die Blues Hall of Fame aufgenommen.

## Leben und Wirken
Staples ist eine Tochter von Pops Staples, mit dem sie seit 1951 zunächst im Gospelgenre auftrat. Erste Erfolge feierte sie als Mitglied der Gospel-Gesangsgruppe The Staple Singers, die sich in der Bürgerrechtsbewegung engagierten und bis heute besteht. 1969 startete sie ihre Solokarriere, während der sie unter anderem mit Prince zusammenarbeitete. Das im Chicagoer Club The Hideout entstandene Mavis-Staples-Album Live: Hope at the Hideout wurde für die Grammy Awards 2010 in der Kategorie Bestes zeitgenössisches Bluesalbum nominiert.
Anlässlich der Grammy Awards 2020 fand am 28. Januar 2020 im Los Angeles Convention Center in Los Angeles ein Tribut-Konzert für Prince unter dem Motto „Let’s Go Crazy: The Grammy Salute to Prince“ statt, bei dem Mavis Staples unter anderem mit Maya Rudolph und The Revolution auftrat. Das Konzert wurde am 21. April 2020, dem vierten Todestag von Prince, im US-Fernsehen ausgestrahlt.
Staples ist in Filmen wie The Last Waltz, Wattstax, New York Undercover und in der Cosby Show aufgetreten.

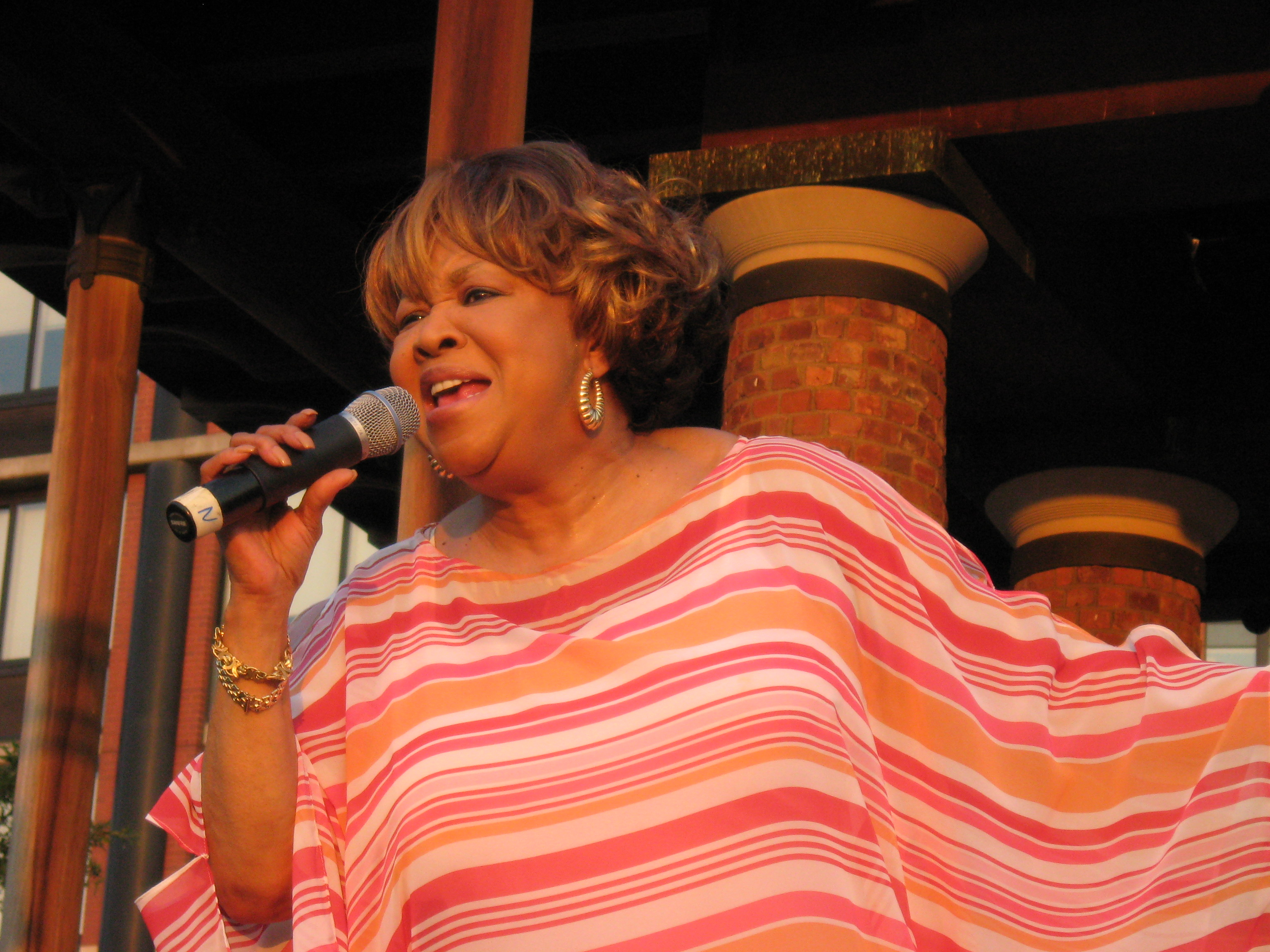
Mavis Staples in Brooklyn, New York (2007)

Rolling Stone führte Staples 2008 auf Rang 56 der 100 größten Sänger aller Zeiten auf. In der aktualisierten Version der Liste von 2023 rückte Staples auf Platz 46 vor.

## Diskografie

### Studioalben
| Jahr | Titel Musiklabel Katalog-Nr.      | Höchstplatzierung, Gesamtwochen, AuszeichnungChartplatzierungen (Jahr, Titel, Musiklabel Katalog-Nr., Platzierungen, Wochen, Auszeichnungen, Anmerkungen) | Höchstplatzierung, Gesamtwochen, AuszeichnungChartplatzierungen (Jahr, Titel, Musiklabel Katalog-Nr., Platzierungen, Wochen, Auszeichnungen, Anmerkungen) | Höchstplatzierung, Gesamtwochen, AuszeichnungChartplatzierungen (Jahr, Titel, Musiklabel Katalog-Nr., Platzierungen, Wochen, Auszeichnungen, Anmerkungen) | Höchstplatzierung, Gesamtwochen, AuszeichnungChartplatzierungen (Jahr, Titel, Musiklabel Katalog-Nr., Platzierungen, Wochen, Auszeichnungen, Anmerkungen) | Anmerkungen |
| Jahr | Titel Musiklabel Katalog-Nr.      | AT | CH | US | R&B | Anmerkungen |
| ---- | --------------------------------- | --- | --- | --- | --- | --- |
| 1970 | Only for the Lonely Volt 1610     | — | — | US188 (4 Wo.)US | R&B45 (10 Wo.)R&B | Erstveröffentlichung: August 1970 Produzent: Don Davis |
| 1977 | A Piece of the Action Curtom 5019 | — | — | — | R&B51 (5 Wo.)R&B | Erstveröffentlichung: Oktober 1977 Produzent: Curtis Mayfield |
| 2007 | We’ll Never Turn Back Anti- 86830 | — | — | US180 (2 Wo.)US | R&B99 (1 Wo.)R&B | Erstveröffentlichung: 24. April 2007 Backing Vocals: Ladysmith Black Mambazo Gitarre, Mandoline: Ry Cooder, Schlagzeug: Jim Keltner Produzenten: Ry Cooder, Joachim Cooder |
| 2010 | You Are Not Alone Anti- 87076     | — | — | US69 (5 Wo.)US | R&B13 (15 Wo.)R&B | Erstveröffentlichung: 10. September 2010 Grammy (Bestes Americana-Album) Produzent: Jeff Tweedy                                                                            |
| 2013 | One True Vine Anti- 99983         | — | — | US67 (2 Wo.)US | R&B15 (8 Wo.)R&B | Erstveröffentlichung: 25. Juni 2013 Produzent: Jeff Tweedy |
| 2016 | Livin’ on a High Note Anti- 87444 | AT59 (1 Wo.)AT | CH74 (1 Wo.)CH | — | R&B17 (3 Wo.)R&B | Erstveröffentlichung: 19. Februar 2016 Produzent: M. Ward |
| 2019 | We Get By                         | — | CH100 (1 Wo.)CH | — | — | Erstveröffentlichung: 24. Mai 2019 |
| 2022 | Carry Me Home                     | — | CH31 (1 Wo.)CH | — | — | Erstveröffentlichung: 20. Mai 2022 mit Levon Helm |

grau schraffiert: keine Chartdaten aus diesem Jahr verfügbar
Weitere Studioalben
- 1969: Mavis Staples (Volt 6007)
- 1979: Oh, What a Feeling (Warner Bros. 3319)
- 1984: Love Gone Bad (HDH)
- 1989: Time Waits for No One (Paisley Park Records / Warner Bros. Records 9 25798)
- 1993: The Voice (NPG Records 9 25049)
- 1996: Spirituals and Gospel: Dedicated to Mahalia Jackson (mit Lucky Peterson; Verve 533 562)
- 2004: Have a Little Faith (Alligator 4899)
- 2017: If All I Was Was Black (Anti- 87557)

### Livealben
- 2008: Live: Hope at the Hideout (Anti- 86993)
- 2017: Mavis Staples: I’ll Take You There: An All-Star Concert Celebration (2 CDs + DVD; Caroline International 8914020010)
- 2019: Live in London (Anti- 7652-2)

### Kompilationen
- 1988: Don’t Change Me Now (Stax 014)
- 1993: Mavis Staples / Only for the Lonely (Reissue der ersten zwei Alben auf CD; Stax 88012)
- 1994: Mavis Staples (Reissue von Love Gone Bad inkl. 4 Remixe; HDH 0300)

### Singles
| Jahr | Titel Album                                          | Höchstplatzierung, Gesamtwochen, AuszeichnungChartplatzierungen (Jahr, Titel, Album, Platzierungen, Wochen, Auszeichnungen, Anmerkungen) | Höchstplatzierung, Gesamtwochen, AuszeichnungChartplatzierungen (Jahr, Titel, Album, Platzierungen, Wochen, Auszeichnungen, Anmerkungen) | Anmerkungen |
| Jahr | Titel Album                                          | US | R&B | Anmerkungen |
| ---- | ---------------------------------------------------- | --- | --- | --- |
| 1970 | I Have Learned to Do Without You Only for the Lonely | US87 (4 Wo.)US | R&B13 (11 Wo.)R&B | Erstveröffentlichung: Juni 1970 Autoren: David Jordan, Don Davis, J. J. Barnes |
| 1972 | Endlessly Only for the Lonely                        | — | R&B30 (9 Wo.)R&B | Erstveröffentlichung: August 1972 Autoren: Brook Benton, Clyde Otis Original: Johnnie Ray mit Ray Conniff und Orchester, 1958                                                         |
| 1977 | A Piece of the Action                                | — | R&B47 (12 Wo.)R&B | Erstveröffentlichung: November 1977 Autor: Curtis Mayfield |
| 1979 | Tonight I Feel Like Dancing Oh, What a Feeling       | — | R&B91 (4 Wo.)R&B | Erstveröffentlichung: Mai 1979 Autoren: Barry Beckett, Greg Jackson, Marc Giacomelli, Peter Alves                                                                                     |
| 1983 | Love Gone Bad                                        | — | R&B75 (6 Wo.)R&B | Erstveröffentlichung: November 1983 Autoren: Brian Holland, Edward Holland |
| 1986 | Show Me How It Works Wildcats (Soundtrack)           | — | R&B68 (6 Wo.)R&B | Erstveröffentlichung: Februar 1986 vom Soundtrack des Films American Wildcats Autoren: Hawk Wolinski, David Pack, James Newton Howard                                                 |
| 1989 | Time Waits for No One Time Waits For No One          | — | R&B63 (7 Wo.)R&B | Erstveröffentlichung: November 1989 Autoren: Mavis Staples, Prince |
| 1990 | Melody Cool Graffiti Bridge / The Voice              | — | R&B36 (11 Wo.)R&B | Erstveröffentlichung: Dezember 1990 Autor: Prince |
| 1991 | I’ll Take You There Different Lifestyles             | US90 (6 Wo.)US | R&B1 (22 Wo.)R&B | Erstveröffentlichung: September 1991 BeBe & CeCe Winans feat. Mavis Staples Autor: Alvertis Isbell inkl. Zitat aus Harry J. All Stars’ Liquidator; Original: The Staple Singers, 1971 |

Weitere Singles
- 1969: Never, Never Let You Go (mit Eddie Floyd)
- 1969: Love’s Sweet Sensation (mit William Bell)
- 1969: You’re Driving Me (To the Arms of a Stranger)
- 1979: Oh, What a Feeling
- 1982: A House Is Not a Home
- 1989: 20th Century Express
- 1989: Jaguar
- 1989: Christmas Vacation (Titelsong des Films Schöne Bescherung)
- 1993: The Voice
- 1993: Blood Is Thicker Than Time
- 1994: Holding On to Your Love
- 2004: Have a Little Faith
- 2007: I’ll Be Rested
- 2014: Give WE The PridE (Chuck D feat. Mavis Staples)
- 2015: Your Good Fortune
- 2016: Love and Trust
- 2016: High Note
- 2017: Let Me Out (Gorillaz feat. Mavis Staples und Pusha T)
- 2018: Nina Cried Power (Hozier feat. Mavis Staples)

Bekannte Lieder ohne Single-Veröffentlichung
- 2015: See That My Grave Is Kept Clean (Grammy (Beste American-Roots-Darbietung))